# 中国温泉之乡
中国温泉之乡（城、都）是对中国著名温泉所在地的命名，原由中国矿业联合会评定，2010年起经中国国土资源部重新评审命名（包括“地热能开发利用示范单位”）。根据《国务院关于取消和下放一批行政审批项目的决定》（国发〔2014〕5号），取消“中国温泉之乡（城、都）”命名审批，同时废止《国土资源部办公厅关于申报中国温泉之乡（城、都）的通知》（国土资厅发[2010]49号）和《关于中国温泉之乡（城、都）和地热能开发利用示范单位审批委员会成员及审批标准的公告》（国土资源部公告2010年24号）。

## 中国温泉之都
2010年8月，国土资源部正式收回“中国温泉之都”授牌权，开放“中国温泉之都”的申请，前提必须是直辖市或计划单列市或省会城市，且储量必须达到2万m3日可开采量。由中国国土资源部和中国矿业联合会联合评定，现已公布了首批“中国温泉之乡（城、都）”的评选：
- 天津市
- 重庆市
- 福州市

2014年，国务院国土资源部取消中国温泉之乡(城、都)命名审批后，由中国矿业联合会单独评选中国温泉之乡（城、都）：
- 济南市
- 厦门市

## 中国温泉之城
第一批：
- 辽宁省辽阳市弓长岭区
- 辽宁省葫芦岛市兴城
- 云南省洱源县城

第二批：
- 山东临沂
- 陕西咸阳
- 湖北咸宁
- 湖南郴州
- 广东清远

2014年：
- 福建漳州
- 广东丰顺
- 河北献县

## 中国温泉之乡
华北地区
- 北京市小汤山
- 天津市东丽湖
- 河北省雄县
- 河北省霸州
- 河北省固安
- 内蒙古自治区克什克腾旗

华东地区
- 山东省威海
- 江苏省南京市浦口区汤泉镇
- 江苏省南京市汤山
- 江苏省连云港市东海县
- 江西省宜春市明月山温汤镇
- 安徽省合肥
- 浙江武义

东北地区
- 黑龙江省林甸

西北地区
- 陕西省临潼

西南地区
- 贵州省石阡
- 贵州省思南
- 重庆市巴南
- 四川省广元市

华中地区
- 湖北省应城

华南地区
- 海南省琼海
- 广东省阳江
- 广东省江门·恩平
- 广东省龙门县
- 福建省永泰县
- 福建省连江县
- 江门市

## 温泉（地热）开发利用示范单位
- 陕西省咸阳市绿源地热能开发项目
- 天津工业大学

## 浅层地温能开发利用示范单位
- 陕西省咸阳市天虹基•紫韵东城小区
- 辽宁省沈阳市钓鱼台7号小区